# Павлов Василь Георгійович
Павлов Василь Георгійович (18 квітня 1916 — 6 грудня 2017) — радянський льотчик, полковник авіації. Герой Радянського Союзу (1953), заслужений льотчик-випробувач СРСР, лауреат Сталінської премії (1953).

## Біографія
Народився 18 квітня 1916 року в селі Белоусово зараз (Наро-Фомінський район, Московська область). У 1933 році закінчив 7 класів середньої школи, потім технічне училище при Управлінні Московських видовищних підприємств. З 1931 року — гример у МХАТі, пропрацював в театрі 6 років. У 1937 році закінчив аероклуб Свердловського району Москви. У РККА з листопада 1937 року. У 1938 році закінчив Борисоглібську військову авіаційну школу льотчиків. Служив в стройових частинах ВПС (Забайкальський військовий округ). Учасник боїв на Халхін-Голі, служив в 22-му винищувальному авіаційному полку, зробив 35 бойових вильотів на винищувачі І-15, особисто збив 1 ворожий літак. Брав участь в Радянсько-фінській війні, був командиром ланки 149-го винищувального авіаполку. Здійснив 19 бойових вильотів на винищувачі І-153, в повітряних боях збив 1 літак супротивника. Учасник Великої Вітчизняної війни з червня 1941 року, був командиром ланки, заступником командира авіаескадрильї 149-го винищувального авіаційного полку. Учасник оборонних боїв на півдні України, оборони Донбасу і Ростова-на-Дону. Здійснив 229 бойових вильотів на винищувачах І-153, МІГ-3 і ЛаГГ-3, в 32 повітряних боях особисто збив 2 і в складі групи 5 літаків супротивника. У 1942 році закінчив курси повітряно-стрілецької підготовки. З 1944 року по 1946 рік — заступник командира 26-го запасного авіаційного полку з повітряно-стрілецької службі. У березні 1946 року Павлов пішов у запас у званні майора. До 1948 року працював командиром планерного загону Центрального аероклубу імені Чкалова. У 1950 році закінчив курси при школі льотчиків-випробувачів. У 1952 році повернувся в ВПС СРСР.До 1964 року — льотчик-випробувач КБ-1. Проводив випробування різної апаратури і автопілотів для крилатих ракет. З 1951 по 1952 роки спільно з Сергієм Анохіним і Федором Бурцева провів випробування пілотованого аналога літака-снаряда КС («Комета-3»). Указом Президії Верховної Ради СРСР від 3 лютого 1953 року за мужність і героїзм, проявлені при випробуванні нової авіаційної техніки, майору Павлову було присвоєно звання Героя Радянського Союзу. З 1964 року по 1970 рік — льотчик-випробувач НДІ Міністерства радіопромисловості СРСР, займався випробуваннями різного літакового радіолокаційного обладнання на літаках Іл-18, Іл-28, МіГ-17, МіГ-19, Ту-104, Ту-124, Як-25. У квітні 1970 року Павлов пішов у запас у званні полковника. До 1982 року працював провідним інженером в ЦКБ «Алмаз». Проживав в Москві. Помер 6 грудня 2017 року. На момент смерті був найстарішим живим Героєм Радянського Союзу.